# 외계인 코브라
"외계인 코브라"(Alien Cobra)는 한국에서 제작된 김병기 감독의 1988년 영화이다. 황기순 등이 주연으로 출연하였고 김원래 등이 제작에 참여하였다.

## 출연

### 주연
- 황기순
- 이원승
- 이은희

### 조연
- 박강민
- 오영화
- 안명일
- 김유진
- 우정아
- 박근주
- 길은주
- 백승철
- 김승우
- 강규영
- 조은희
- 이숙희
- 최정미
- 문명곤
- 이종보
- 이승우

## 기타
- 원작자: 어윤청
- 조명: 김윤덕
- 스크립터: 최은
- 조감독: 정병훈
- 녹음: 청맥 녹음실
- 미술: 이춘산
- 특수효과: 한용
- 분장: 김용학
- 무술감독: 한용